# Francesco Taboada Tabone
 Francesco Taboada Tabone (Cuernavaca, 25 de mayo de 1973) es un director de cine mexicano especializado en el género documental que ha obtenido numerosos premios internacionales. Es también responsable del programa de revitalización lingüística del estado de Morelos que impulsa y fortalece el prestigio y uso de la lengua náhuatl y otras lenguas originarias.

## Biografía

### Cineasta y activista
Comenzó dirigiendo cortometrajes de ficción. Enchiladas Suizas, su segundo corto, obtuvo el premio de los "Jóvenes Realizadores" en Sion, Suiza. Su primer largometraje documental es Los Últimos Zapatistas. Esta película recoge los testimonios de los últimos veteranos del legendario Ejército Libertador del Sur que comandara el General Emiliano Zapata durante la Revolución Mexicana. La relación de amistad profunda que Francesco logró con estos hombres y mujeres de más de cien años, le permitió mostrar una cara no explorada del México rural. Uno de los entrevistados, el capitán Manuel Carranza Corona, murió frente a la cámara segundos después de contestar que la Revolución fue traicionada: "Seguimos igual todavía, no se ha cumplido nada". Este documental también incluye el histórico encuentro entre miembros del EZLN y el veterano zapatista Felipe Ramos Vargas. Los Últimos Zapatistas fue nominada a un Ariel como mejor largometraje documental por la Academia Mexicana de Artes y Ciencias Cinematográficas en el 2003 y recibió numerosos premios internacionales. 
En el 2005, Francesco fue entrevistado por el presidente de Venezuela Hugo Chávez Frías en el programa dominical Aló Presidente; de ahí surgió el proyecto de filmar un documental sobre la llamada Revolución Bolivariana y los movimientos de izquierda en Sudamérica. 
Pancho Villa, la Revolución no ha terminado, del 2007, es su segundo largometraje. Fue filmado en ocho estados de la república mexicana y en el pueblo de Columbus en Nuevo México, EU. Rescata los testimonios de veteranos de la División del Norte, los hijos de Pancho Villa y descendientes del ataque que las fuerzas de Villa realizaron sobre territorio estadounidense en 1916. Este documental obtuvo siete premios internacionales.
Ante la amenaza de la construcción de una carretera sobre la barranca de los Sauces en el barrio de Acapatzingo en Cuernavaca, Francesco Taboada y el biólogo Atahualpa Caldera filman el corto documental Desde la Barranca de los Sauces. Gracias a la difusión de este filme y de la certera colaboración del Subcomandante Marcos, La Otra Campaña, el Frente de Pueblos en Defensa de la Tierra de San Salvador Atenco y Guardianes de los Árboles se consiguió detener la construcción y salvar este importante corredor biológico de la ciudad.
En 2008 estrena 13 Pueblos en defensa del agua, el aire y la tierra, documental militante que retrata la lucha de los pueblos indígenas del estado de Morelos por evitar la contaminación de sus terrenos agrícolas, tierras sagradas, manantiales y barrancas. Esta película intenta romper el cerco informativo que se estableció en torno a la lucha de los 13 Pueblos. En el Manifiesto de los Pueblos de Morelos se acusa directamente al gobierno de México y a las empresas constructoras de propiciar la contaminación de los recursos naturales. La difusión de esta obra fue determinante para detener la construcción de casas sobre el manantial Chihuahuita, que abastece de agua potable a más de 150,000 personas y también para clausurar el basurero en Loma de Mejía. La película fue premiada con varios reconocimientos de derechos humanos y ecología en distintas partes del mundo. Sobre esta película el crítico de cine mexicano Jorge Ayala Blanco escribió: "tercer largometraje de nuestro máximo documentalista histórico revolucionario, a sus 35 años cada vez más reacio a la celebridad artística o cultural... La justeza del ecocidio permite concebir una cinta militante de intransigente denuncia social del tipo de 13 Pueblos como la tercera parte del tríptico empezado en las cintas del realizador sobre la sobrevivencia de la revolución campesina mexicana... un aporte perdurable al conocimiento de la condición indígena latinoamericana y su espaciosa cultura de resistencia, el aplomo de una justeza con gritos de justicia."
Su largometraje Tin Tan, de 2010, explora la figura del pachuco Germán Valdés "Tin Tan" como ícono de la cultura mexicana. Es un homenaje a la época de oro del cine mexicano. Participan figuras legendarias como Silvia Pinal, Ana Luisa Peluffo, Gaspar Henaine "Capulina", la cubana Rosita Fornés, Margarito, Jorge Zamora "Zamorita" y Manuel "El Loco" Valdés.
Maguey, documental de 2014 hablando en lengua ñahñú, contiene un lenguaje cinematográfico construido con elementos de la cosmovisión mesoamericana. 
Como militante social consiguió, junto con un grupo de vecinos y ambientalistas de Guardianes de los Árboles, que la empresa Wal-mart se retirara de un predio arbolado en el antiguo pueblo de Tlaltenango en Cuernavaca. En lugar de la megatienda, el cabildo de la ciudad aprobó la creación de un parque público en 2011.
Los documentales de Francesco Taboada son, en palabras del autor "una herramienta de identidad. Tienen como objetivo ser partícipes de la lucha y generar información alternativa a la de los medios tradicionales de comunicación." Generalmente trabaja con un pequeño equipo de personas que incluye a la fotógrafa brasileña Fernanda Robinson y al actor Aldo Jiménez Tabone.
Actualmente trabaja en el largometraje documental Obispo Rojo, película que versa sobre la figura de Sergio Méndez Arceo, quien fuera obispo de la diócesis de Cuernavaca de 1952 a 1982, conocido por abrazar la teología de la liberación, la opción por los pobres, apoyar a los exiliados políticos, fungir como mediador entre el Estado mexicano y los grupos guerrilleros, apoyar a al pensador Iván Illich, fomentar el uso del psicoanálisis en el monasterio de Santa Maria de la resurrección en Cuernavaca y ser vocero de la lucha obrera. 

### Mesoamericanista
Es egresado de la licenciatura en ciencias de la comunicación del Tecnológico de Monterrey. Estudió la maestría en Estudios Mesoamericanos en la Universidad Nacional Autónoma de México, UNAM, y se tituló de la misma en 2013 con la tesis Amo ti mo kaua, Movimientos sociales de raíz indígena en el estado de Morelos. Desde entonces se ha distinguido por su activismo y trabajo a favor de los derechos lingüísticos de los pueblos originarios.
De 2013 a 2018 fue responsable del "Programa de recuperación y cotidianización de lenguas originarias" cuyo objetivo es la revitalización de la lengua náhuatl en las variantes propias del estado de Morelos dentro de un contexto de plurilingüismo, multiculturalidad y de promoción, respeto y goce a la diverisdad cultural. Este programa consiguió beneficiar a más de 7,500 estudiantes que de 2014 a 2018 consiguieron acercarse al náhuatl o recuperar la llamada lengua madre. El periodista Rogelio Segoviano menciona en la revista Cambio: "Un héroe más en estos temas es el cineasta Francesco Taboada, quien ha realizado en el estado de Morelos una labor de rescate y promoción de la lengua náhuatl digna de admirarse y replicarse en otros lugares del país. La dinámica y la metodología utilizada en sus talleres y cursos para enseñar la lengua originaria se han convertido en un referente internacional. Y ni qué decir de sus películas documentales (Maguey, Los últimos zapatistas), que de verdad contribuyen a conocer mejor nuestras raíces culturales."

## Publicaciones
Es autor del libro Amoxkonetzin, El librito del náhuatl, (2017) miniatlas de la lengua náhuatl o muosieuale en la región que hoy ocupa el estado de Morelos, una miniguía para quien desee acercarse al náhuatl contemporáneo. Coordinador de los proyectos didácticos Tlecos-temos, (2016) juego de mesa basado en el tradicional serpientes y escaleras para aprender verbos en náhuatl y Amapoualistle, lecturas en náhuatl de Hueyapan, (2017). 
Ha publicado los artículos de investigación Emiliano Zapata en la tradición oral de Morelos y su vínculo con mitos de origen mesoamericano en la revista estudios mesoamericanos, UNAM, enero-junio de 2012, El cine documental en la interminable Revolución mexicana, Catálogo del festival de cine de Santa Fe de Antioquia, Medellín, Colombia, 2011, Tradición oral, rito y revolución en Ethos Educativo , No. 46, II Época, Instituto Michoacano de Ciencias de la Educación, Morelia, Michoacán, septiembre-diciembre de 2009, Anita Zapata, La Jornada, opinión,  México, 2 de marzo de 2010, Quién era Miguel Ángel Pérez Cazales y por qué lo asesinaron, La Jornada, opinión, 28 de noviembre de 2009, The Last Zapatistas en Voices of Mexico, No. 54, UNAM, México, 2001.
Su obra ha sido comentada por críticos de cine como Jorge Ayala Blanco, Rafael Aviña y Ronie Scheib (Variety) y reseñada en publicaciones y artículos como: La Luz y la Guerra, El Cine de la Revolución mexicana de Fernando Fabio Sánchez y Gerardo García Muñoz, Conaculta, 2010, Revolution and Rebellion in Mexican Film de Niamh Thornton, Bloomsbury Academic, University of Liverpool, 2013, Taboada Tabone, Mexican Social Movements and the Political Capacities of the Audio-Visual Chronicle de Elmar Schmidt, en Handbook of Ecocriticism and Cultural Ecology, De Gruyter, Germany, y (Des)colonialidad del poder en 13 pueblos en defensa del agua, el aire y la tierra de Salvador Velasco en Catedral Tomada: Revista de Crítica Literaria latinoamericana, 2017.

## Músico
Como músico, Francesco Taboada lanzó el sencillo "Tonali" el 13 de febrero de 2024 a través de los servicios de transmisión y reproducción de música digital. En la grabación, Francesco toca el piano Rhodes, un órgano Hammond C1 y un microKorg, reproduciendo así un sonido retro influenciado por ritmos brasileños con un toque psicodélico. "Tonali", canción dedicada a su hija, tiene una letra que experimenta con una combinación multicultural de español, portugués y lengua náhuatl. 

## Filmografía

### Largometrajes
Los Últimos Zapatistas (México 2001)
Pancho Villa, La Revolución no ha terminado (México, 2007)
13 Pueblos en defensa del agua, el aire y la tierra (México 2009)
Tin Tan (México 2010)
Maguey (México 2014)

#### Cortometrajes
Enchiladas Suizas (ficción, Suiza 1997)
Desde la Barranca de los Sauces (documental, México 2006)
¡Vámonos a la Revolución! (ficción, México 2008)
El Mensajero (ficción, México 2010)

### Retrospectivas
·       Centro de las Artes y la Cultura, Universidad Autónoma de Aguascalientes, México, 2015
·       Festival Internacional Martil, Cine Marroquí e Iberoamericano, Marruecos, 2014
·       Vibgyor International Film Festival, Kerala, India, 2012
·       Oaxaca Film Fest, México, 2010
·       Festival de la Ciudad de Tijuana, México, 2010
·       Festival del Cinema Latinoamericano, Trieste, Italia, 2009